# زبان رایانه‌ای

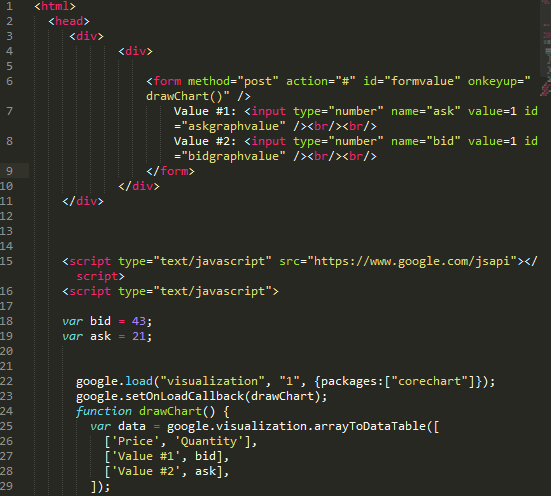
تصویری از برنامه‌نویسی html در محیط نرم‌افزار vs code

زبان رایانه‌ای (انگلیسی: Computer language) یا زبان کامپیوتری، سیستمی برای ارتباط با یک کامپیوتر است. انواع زبان‌های رایانه‌ای شامل: زبان برنامه‌نویسی، (برای ارتباط دادنِ دستورالعمل‌ها به رایانه، طراحی شده‌است) زبان همه‌منظوره، زبان فرمان، (برای کنترل وظایف کامپیوتر) زبان ماشین، (مجموعه‌ای از دستورالعمل‌هایی که توسط واحد پردازش مرکزی اجرا می‌شوند) زبان اسمبلی، زبان نشانه‌گذاری (همچون اچ‌تی‌ام‌ال) و زبان پیکربندی، زبان پرسمان، زبان ساخت نرم‌افزار، زبان مدل‌سازی، زبان توصیف سخت‌افزار و زبان شبیه‌سازی می‌باشند. 